# Esernyőmoszat
Az esernyőmoszat (Acetabularia acetabulum) a valódi zöldmoszatok (Chlorophyta) törzsébe és az Ulvophyceae osztályába tartozó faj.

## Előfordulása
Az esernyőmoszat csak a Földközi-tengerben él.

## Megjelenése

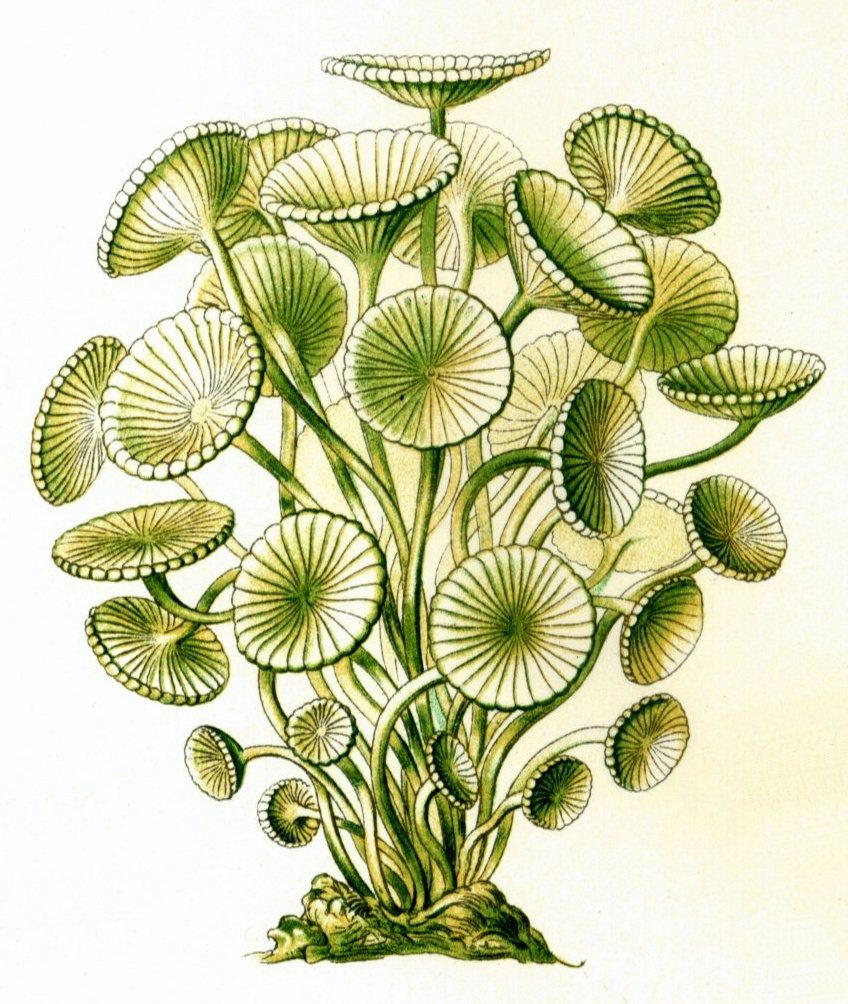
Ernst Haeckel rajza a növényről

Ez a víznövényfaj kolóniákat alkotó, 8 centiméter magas, több évig élő, vékony szársejtű, ernyőszerű teleptestű valódi zöldmoszat. Sejtfala elmeszesedett, ezért színe fehéres zöld, kiszáradva fehér. A szár egyetlen nagy, tömlő alakú sejt, melyet elágazó, gyökérszerű rész rögzít az aljzathoz. Benne egy sejtmag van. Az ernyő számos, sugarasan elrendezett, úgynevezett szektorkamrákra tagolódik a harmadik évben. Az ernyő kamrái éréskor nagyszámú hengeres, sok sejtmagvú cisztát bocsátanak ki, amelyek felrepednek, és belőlük szaporítósejtek válnak szabaddá.

## Életmódja
Az esernyőmoszat a sekély vizű parti sáv védett szikláin és kövein található meg. Lagúnákban kagylóteknőkön is megtelepszik.